# Мішево-Б
Мішево-Б (пол. Miszewo B) — село в Польщі, у гміні Нове Място Плонського повіту Мазовецького воєводства.
Населення — 71 особа (2011).
У 1975-1998 роках село належало до Цехановського воєводства.

## Демографія
Демографічна структура станом на 31 березня 2011 року:
|          | Загалом | Допрацездатний вік | Працездатний вік | Постпрацездатний вік |
| -------- | ------- | ------------------ | ---------------- | -------------------- |
| Чоловіки | 39      | 10                 | 27               | 2                    |
| Жінки    | 32      | 11                 | 15               | 6                    |
| Разом    | 71      | 21                 | 42               | 8                    |